# Barton Seagrave
Barton Seagrave is een civil parish in het bestuurlijke gebied Kettering, in het Engelse graafschap Northamptonshire met 4418 inwoners.